# Clinocera lynebrgi
Clinocera lynebrgi är en tvåvingeart som beskrevs av Vaillant och Chvala 1973. Clinocera lynebrgi ingår i släktet Clinocera och familjen dansflugor. Inga underarter finns listade i Catalogue of Life.